# Марченков Марк Миколайович
Марко Миколайович Марченков (рос. Марк Николаевич Марченков; 1914 — 10 липня 1938) — радянський військовик, повітряний стрілець-радист авіаційної ескадрильї швидкісних бомбардувальників Групи радянських добровольців у Китаї, молодший командир. Герой Радянського Союзу (1939).

## Життєпис
Народився в селі Лазарєво, нині Починківського району Смоленської області Росії, в селянській родині. Росіянин. Закінчив 5 класів і школу ФЗУ у Смоленську. Працював слюсарем у трамвайному парку, згодом — на авіаційному заводі.
До лав РСЧА призваний у 1936 році й направлений на навчання до школи молодших авіаційних спеціалістів. Після закінчення школи проходив службу в частинах ВПС у Забайкаллі. З травня 1938 року брав участь у бойових діях у Китаї. Як повітряний стрілець-радист здійснив 12 бойових вильотів на бомбардувальнику СБ.
3 липня 1938 року трійка бомбардувальників СБ під командуванням капітана С. В. Слюсарєва здійснила бомбоскидання і розвідку боєм аеродрому поблизу м. Аньцін (Китай), де знаходилась японська база зі складання бомбардувальників. Під час відходу від цілі група була аткована 27-ма японськими винищувачами. У повітряному бою тривалістю понад годину радянськими стрільцями-радистами було підбито 5 винищувачів супротивника. Під час бою молодший командир М. М. Марченков двічі був поранений у ноги, але продовжував вести бій і збив 1 винищувач супротивника.
10 липня 1938 року помер від отриманих ран. Спочатку був похований на міському кладовищі «Ваньго» міста Ханькоу. Влітку 1956 року перепохований у військовому меморіалі в міському парку «Визволення» м. Ухань (провінція Хубей, КНР).

## Нагороди
Указом Президії Верховної Ради СРСР від 22 лютого 1939 року «за зразкове виконання завдань уряду по зміцненню оборонної моці Радянського Союзу та виявлений при цьому героїзм» молодшому командиру Марченкову Марку Миколайовичу присвоєне звання Героя Радянського Союзу (посмертно).
Нагороджений орденом Леніна.